# Les Chevaliers de la cloche

Les Chevaliers de la cloche est un film belge du genre comédie burlesque réalisé par René Le Hénaff, sorti en 1938.
Plusieurs sources, dont cineartistes.com, font état d'un court métrage alors que d'autres, tels encyclocine.com ou l'IMDb indiquent une durée de 81 minutes (1 h 21).

## Fiche technique
- Titre : Les Chevaliers de la cloche
- Réalisation :	René Le Hénaff
- Scénario : d'après la pièce d'Étienne Arnaud et André Heuzé
- Photographie : Georges Asselin, Maurice Delattre
- Montage : René Le Hénaff
- Musique : Henri Verdun
- Direction artistique : Maurice Colasson, Georges Wakhévitch
- Décors : Maurice Colasson, Georges Wakhévitch
- Costumes : Fred Cammans, Paul Pouleur
- Son : Jacques Hawadier, Maurice Menot
- Producteur délégué : Michel Monaco
- Société de production :  Les Exclusivités Artistiques, Agence Centrale Cinématographique (ACC)
- Société de distribution :  Éclair-Journal
- Pays d'origine :   Belgique
- Langue :  Français
- Format : Noir et blanc — 35 mm — 1,37:1 — Son : Mono
- Genre : Comédie
- Durée : 81 minutes (1 h 21)
- Dates de sortie :
  - Belgique : 7 janvier 1938 (Bruxelles)
  - France : 29 juin 1938 (Paris)

## Distribution
- Darman : La Cloche, un clochard bruxellois pris à tort pour un honorable médecin
- Julien Carette : Picolard, un clochard bruxellois, son compère
- Simone Cerdan : Irène de Cernay
- Alice Tissot : une écailleuse d’huîtres qui s'éprend d'un des deux clochards
- Marchal : le docteur Van Zout
- Maurice Maillot : Gilbert, un peintre
- France Ellys : la princesse bohémienne
- Andrée Berty
- Max Péral
- Réginald : le prince d'Alcala, un prince oriental qui prend La Cloche pour un médecin